# Houji
Houji (后稷S, HòujìP) è un personaggio leggendario della cultura cinese.

## Mitologia
Secondo una versione mitologica della sua origine, era figlio di una ragazza vergine di nome Jiang Yuan, che un giorno poggiò il piede su un'orma lasciata dal dio Shangdi e si ritrovò incinta. Dopo il parto, la donna fu indotta ad abbandonare il figlio nei campi, ma il bambino fu protetto da alcuni animali; successivamente, venne abbandonato in una foresta, ma fu salvato da alcuni taglialegna; infine venne abbandonato sul ghiaccio, ma alcuni uccelli lo protessero dal freddo con le loro ali. A questo punto il bambino fu ripreso e affidato alla madre, che lo chiamò Qì (棄), che significa "L'abbandonato". Crescendo, Qi imparò a coltivare il miglio e poi gli altri cereali; in seguito trasmise agli altri le sue esperienze e conoscenze, ponendo le basi dell'agricoltura e perciò fu chiamato Houji, che significa "Il signore delle messi". 
Secondo un'altra versione del mito, la madre di Houji era sposata ma sterile; per non restare senza figli, offrì un sacrificio, mise il piede nell'impronta lasciata da Shangdi e rimase incinta.

## Storicità
Secondo altri racconti, Houji fu uno dei quattro figli dell'imperatore Ku, di cui Jiang Yuan era la terza moglie; da Houji trasse origine la dinastia Zhou. Secondo alcuni storici, fu un figlio naturale dell'imperatore Ku e un funzionario di corte; in seguito divenne ministro dell'agricoltura dell'imperatore Yao, suo fratellastro.